# Tomoko Suzukiová
Tomoko Suzukiová (japonsky 鈴木 智子, * 26. ledna 1982 Kanagawa) je bývalá japonská fotbalistka.

## Reprezentační kariéra
Za japonskou reprezentaci v letech 2003 až 2005 odehrála 3 reprezentační utkání.

## Statistiky
| Japonsko | Japonsko | Japonsko |
| Roky     | Záp.     | Góly     |
| -------- | -------- | -------- |
| 2003     | 2        | 2        |
| 2004     | 0        | 0        |
| 2005     | 1        | 0        |
| Celkem   | 3        | 2        |